# نیویورک تایمز کمپانی

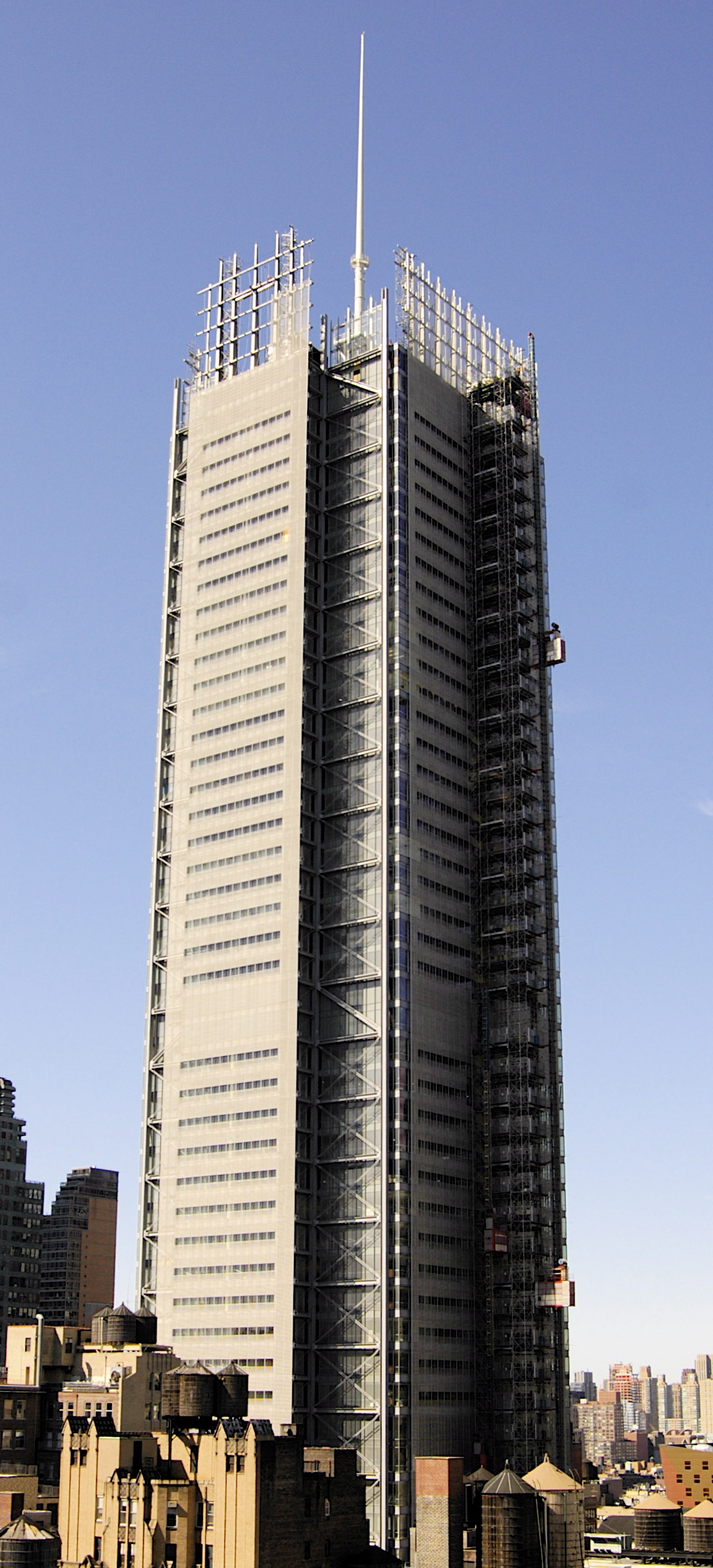
ساختمان نیویورک تایمز، دفتر مرکزی نیویورک تایمز کمپانی

نیویورک تایمز کمپانی (به انگلیسی: The New York Times Company) شرکت رسانه‌ای آمریکایی است، که در زمینه مدیریت بر شمار زیادی از روزنامه‌ها، مجلات، ایستگاه‌های رادیویی و تلویزیونی فعالیت می‌نماید.
شرکت نیویورک تایمز در سال ۱۸۵۱ توسط هنری جارویس ریموند و جرج جونز تأسیس شد و نخستین شماره از روزنامه نیویورک تایمز در تاریخ ۱۸ سپتامبر ۱۸۵۱ منتشر گردید. این شرکت هم‌اکنون مالک  نیویورک تایمز، اینترنشنال هرالد تریبیون، بوستون گلوب و ابوت.کام می‌باشد.
دفتر مرکزی این شرکت در ساختمان نیویورک تایمز، در شهر نیویورک، قرار دارد و سهام آن در بازار بورس نیویورک معامله می‌شود.